# قورباغه رودخانه‌ای بلایث
قورباغه رودخانه‌ای بلایث (نام علمی: Limnonectes blythii)، همچنین به عنوان قورباغه بلایث، قورباغه رودخانه‌ای غول‌پیکر آسیایی یا (به‌طور مبهم) قورباغه غول‌پیکر شناخته می‌شود، گونه‌ای قورباغه در خانواده قورباغه‌های زبان‌چنگالی است که از میانمار تا غرب تایلند و شبه‌جزیره مالایی (مالزی) تا سنگاپور، سوماترا و بورنئو (اندونزی) یافت می‌شود. رکوردهای پیشین از لائوس و ویتنام به عنوان شناسایی نادرست در نظر گرفته می‌شوند.